# Atherimorpha norrisi
Atherimorpha norrisi är en tvåvingeart som beskrevs av Paramonov 1962. Atherimorpha norrisi ingår i släktet Atherimorpha och familjen snäppflugor. Inga underarter finns listade i Catalogue of Life.